# SN 2007bi
SN 2007bi — сверхновая звезда с экстремальным выделением энергии, обнаруженная в начале 2007 года Nearby Supernova Factory. По оценкам, масса звезды-предшественницы была около 200 солнечных и около 100 солнечных масс приходилось на её ядро. Взрыв выбросил в космос более 22 солнечных масс кремния и других тяжелых элементов, в том числе более 6 солнечных масс радиоактивного никеля-56, из-за чего расширяющиеся газы очень ярко светились в течение многих месяцев. Кривая блеска была уникальна тем, что был длительный период увеличения яркости, пик максимума достигнут после 70 суток её увеличения. Это обусловлено радиоактивным распадом 56Ni.
Сверхновая однозначно классифицируется как парно-нестабильная сверхновая.